# Heritesz Gábor
Heritesz Gábor (Budapest, 1948. augusztus 13. –) magyar szobrászművész. A Rend csoport egyik alapítója. Kisújbányán él.

## Életpályája
Szülei: Heritesz Ferenc és Béja Ilona voltak. 1963–1971 között a Dési Huber Képzőművészeti Szabadiskola diákja volt, ahol Laborcz Ferenc tanítványa volt. 1968 óta kiállító művész. 1976–1986 között a tokaji Csiky Akadémia hallgatója volt.
Romániában, a Szovjetunióban, Bulgáriában és Németországban járt tanulmányúton. A gépi technológiák és a konstruktivizmus felé fordulva készítette szobrait.

## Kiállításai

### Egyéni
- 1977, 1988, 1991-1993, 1995-1998 Budapest
- 1980 Nyíregyháza
- 1991 Visegrád
- 1994 Dunaföldvár
- 2002 Kisújbánya

### Válogatott, csoportos
- 1977 Tokaj
- 1978 Győr
- 1979 Cegléd, Kecskemét
- 1980-1985, 1987, 1995, 1997 Budapest
- 1985 Sopron
- 1988 Salgótarján
- 1989 Prága, Lisszabon
- 1991 Zalaegerszeg
- 1992, 1996 Nagyatád

## Művei
- Játszótéri plasztika (1976, Tokaj)[3]
- Acélplasztika (1987, Dunaújváros, szabadtéri szoborpark)

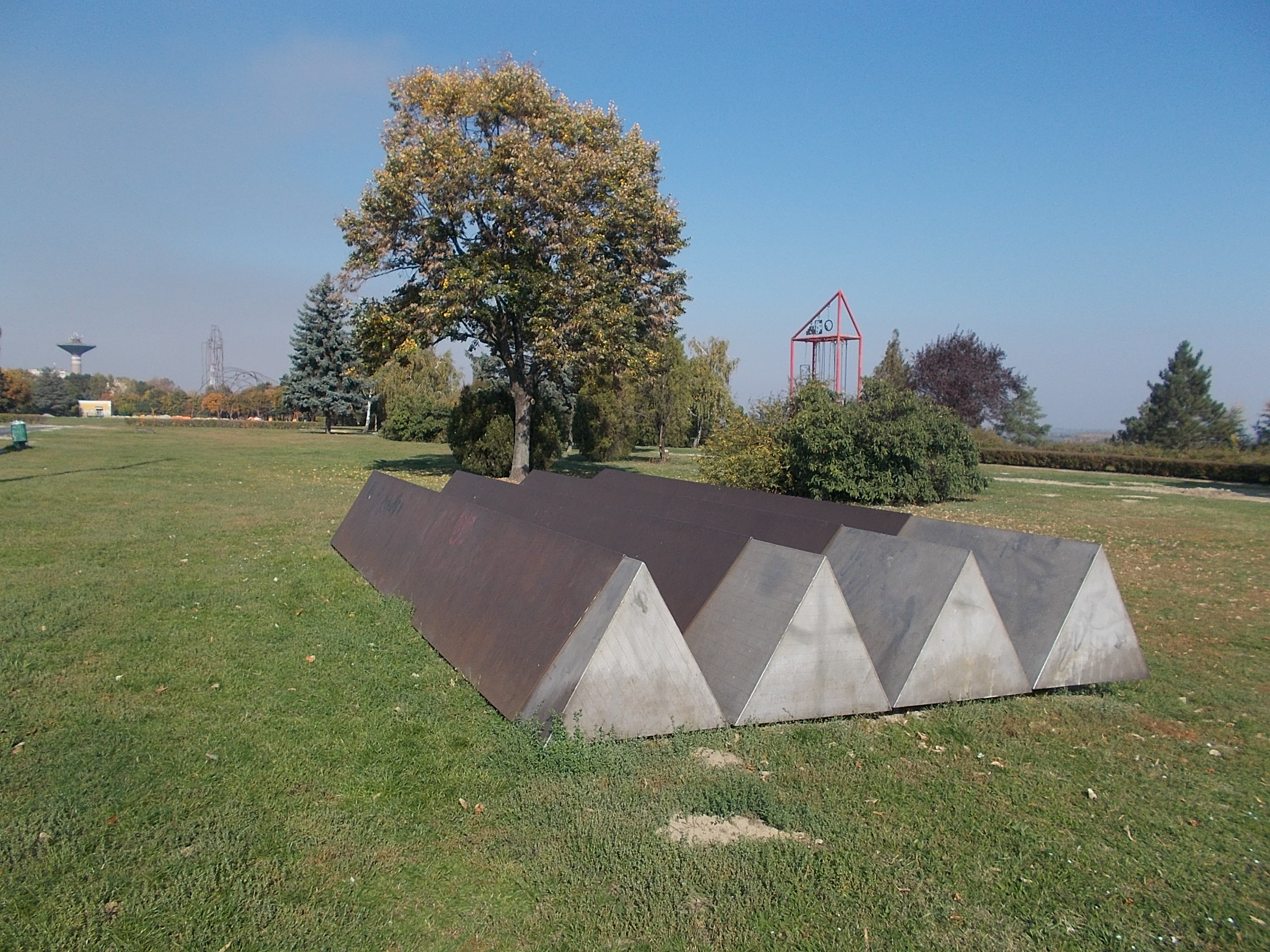
Acél-mű szobra

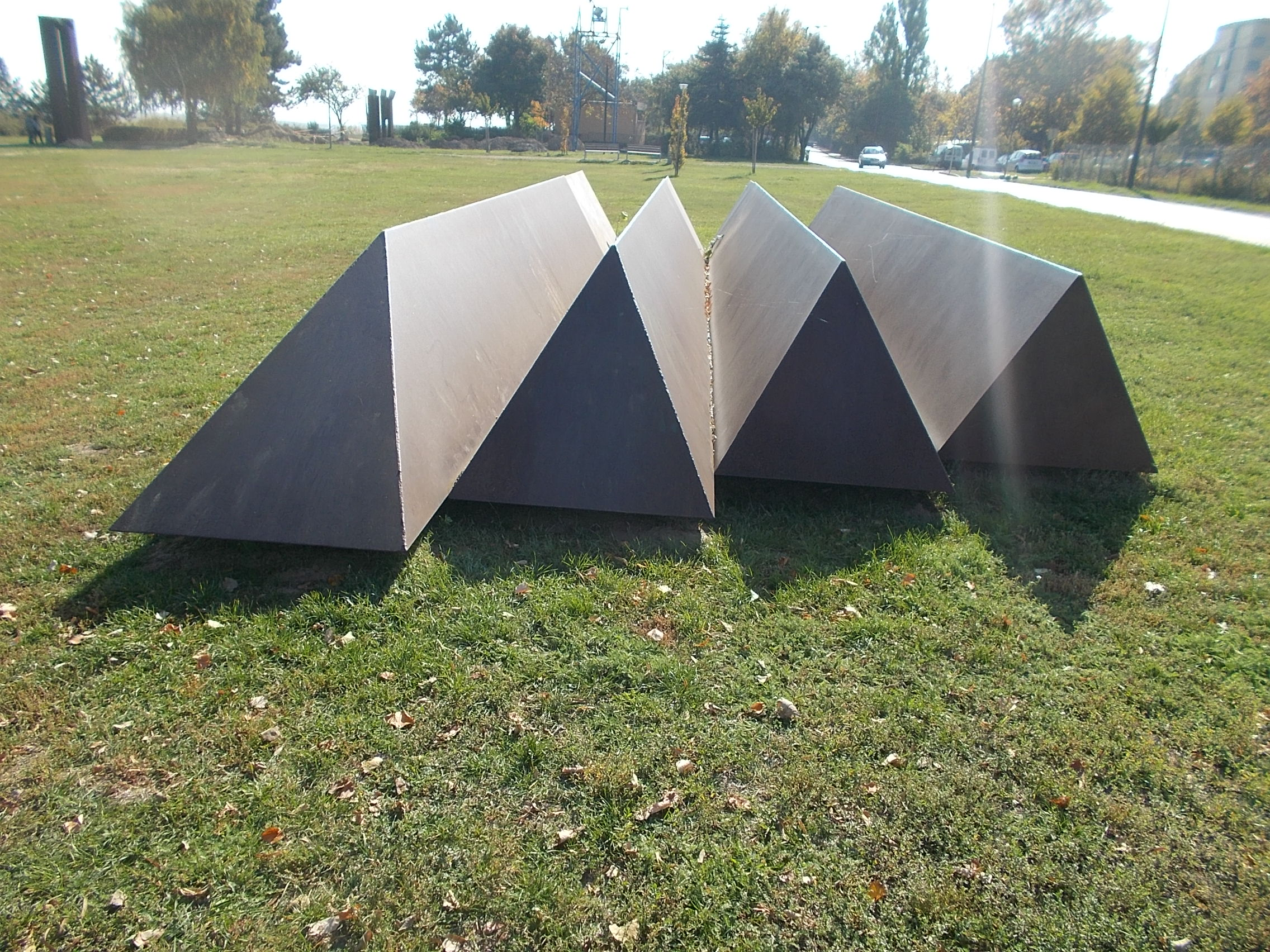
Acél-mű szobra

- II. világháborús emlékmű (mészkő, fekete gránit, 1991, Iregszemcse, Kossuth tér)
- Természetesség (fa, 1993, Nagyatád, szoborpark)
- Lajta Kálmán síremléke (1993, Budapest)

## Díjai
- a Népművelési Intézet nívódíja (Tokaj, 1977)
- III. Országos Faszobrászati Kiállítás a Művelődési és Közoktatási Minisztérium díja (Nagyatád, 1992)
- Munkácsy Mihály-díj (1998)
- a Veszprém megyei Közgyűlés nívódíja